# 100 Tears
100 Tears ist ein US-amerikanischer Slasher-Film von Marcus Koch. Der Independentfilm enthält zahlreiche Splatter-Effekte.

## Handlung
Das ungleiche Journalistenpaar Jennifer Stevenson und Mark Webb macht sich auf die Suche nach dem mysteriösen Tränenmörder, der immer im Abstand von einigen Jahren zuschlägt und dann wieder verschwindet. Als sie einen Apartmentblock untersuchen, in dem der Serienmörder gewütet hatte, kommen sie auf dessen Spur. Eine Überlebende sagt, der Mörder sehe aus wie ein Clown. Die völlig inkompetente Polizei kann ihnen jedoch nicht weiterhelfen.
Am Rande eines Jahrmarkts erfahren sie von einem Liliputaner die Geschichte des Mörders: Luther war eigentlich ein ganz netter Kerl, der eine Liebschaft mit einem weiblichen Fan anfing. Deren Freundin, die mit dem Kraftmeier der Show anbändelte, säte Zwietracht zwischen den beiden Kollegen. Sie behauptete, Luther habe seine Freundin vergewaltigt. Erzürnt schlug der Muskelprotz Luther zusammen und versuchte ihn zu töten. Luther nahm anschließend wieder die Rolle des Clowns „Gurdy“ an und tötete ihn und seine Freundin. Seine eigene schwangere Freundin floh und versteckte sich in der Stadt. Gurdy ist nun auf der Suche nach seiner Freundin und ihrer gemeinsamen Tochter.
Während die beiden Journalisten weiter recherchieren, besucht Luther den Liliputaner, um auch ihn zu töten. Diesem gelingt es, sich durch die Information über den Aufenthaltsort von Luthers Exfreundin freizukaufen. Luther besucht seine Teenagertochter, die ihre Mutter bereits umgebracht hat, denn seine Tochter Christine ist in seine Fußstapfen getreten und hat als „Smiley-Killer“ auch schon zu morden begonnen. In einem Lagerhaus verstecken sich die beiden und warten auf neue Opfer. Verängstigt ruft der Liliputaner die beiden Journalisten zu Hilfe. Diese alarmieren zwar die Polizei, beschließen aber, alleine nach den beiden zu suchen. In der Lagerhalle kommt es zur Konfrontation. Die beiden unfähigen Polizisten und auch Mark sterben. Christine tötet ihren Vater und entkommt. Auf ihrer Flucht wird sie von Jennifer überfahren.

## Hintergrund
100 Tears ist der zweite Film des Make-up-Spezialisten Marcus Koch. Der Independentfilm für die Produktionsgesellschaft Anthem Pictures legt sehr viel Wert auf die Spezialeffekte, die 3/4 des Budgets von 10.000 US-Dollar verschlangen. Als Mark Webb agiert Drehbuchautor Joe Davison. Der Film wurde überwiegend in Tampa, Florida, gedreht. Am Soundtrack des Films beteiligte sich der Musiker Voltaire.
Die deutsche Premiere des Films erfolgte im Rahmen des Weekend of Fear in Nürnberg am 10. November 2007. Die deutsche Version wurde am 27. Juni 2008 auf DVD veröffentlicht und um einige blutige Szenen gekürzt. Die österreichische und Schweizer Fassung wurde am 14. Februar 2009 veröffentlicht und ist ungekürzt.

## Kritik
Der Film wurde überwiegend negativ beurteilt. Hervorgehoben wurden vor allem die schwache Story und die wenig glaubwürdigen Schauspieler. Zudem empfanden viele Kritiker die Splattereffekte als Selbstzweck.

„‚100 Tears‘ dürfte Splatter-Fans und Durchschnittskinogänger gleichermaßen enttäuschen. Geduldige Anhänger des Trash-Horrors werden angesichts der lästigen Nebenhandlung gelangweilt auf das nächste Schlachtfest warten, alle anderen nutzen besser das Rückgaberecht ihres Versandhauses und legen sich stattdessen einen von Rob Zombies Slasher-Streifen (Haus der 1000 Leichen, The Devil’s Rejects) zu.“